# Fremskridt og Fattigdom
Fremskridt og Fattigdom (originaltitel: Progress and Poverty: An Inquiry into the Cause of Industrial Depressions and of Increase of Want with Increase of Wealth: The Remedy) er en bog af samfundsteoretiker og økonom Henry George, der blev udgivet i 1879. Bogen undersøger spørgsmålene om, hvorfor fattigdom følger med og varer ved på trods økonomisk og teknologisk fremskridt, og hvorfor samfundsøkonomier har en tendens til cykliske opsving og nedture. George bruger historie og deduktiv logik til at argumentere for en radikal løsning, der fokuserer på indfangning af knaphedsrenter fra naturressourcer og jordejerskab. Bogen solgte flere millioner eksemplarer og blev en af de bedst sælgende bøger i slutningen af 1800-tallet. Den var med til at udløse den progressive æra og en verdensomspændende social reformbevægelse omkring ideologien, der nu er kendt som 'Georgisme'.